# Giovanni Maria Bononcini
Giovanni Maria Bononcini o Buononcini (Montecorone di Zocca, 23 settembre 1642 – Modena, 18 novembre 1678) è stato un violinista, compositore e teorico della musica italiano del periodo barocco, padre di Giovanni e di Antonio Maria.

## Biografia
Allievo di Agostino Bendinelli per la composizione e presumibilmente di Marco Uccellini per il violino, ricoprì dapprima l'incarico di violinista dal 1671 alla corte estense a Modena per poi divenire maestro di cappella del duomo di Modena nel 1673. Scrisse il celebre trattato Musico prattico op. 8, pubblicato nel 1673, il quale rappresentò per le generazioni successive un compendio essenziale dell'arte contrappuntistica  del tempo. Dal frontespizio di quest'opera, apprendiamo che era della prestigiosa Accademia Filarmonica di Bologna.

## Produzione
Fu il maggiore esponente della scuola strumentale modenese del tardo '600. 

Tra il 1666 ed il 1675, pubblicò ben otto raccolte di musica strumentale: sonate da camera e da chiesa, più un'ampia produzione di canoni ed altri brani di genere contrappuntistico. Inoltre, nel 1673 vide la luce il già citato trattato di contrappunto Musico prattico. L'eccezionale diffusione che ebbe all'epoca è testimoniata dalle due ristampe del 1678 e del 1688, dal fatto  si ritrova oggi in ben 80 copie sparse in tutta Europa e USA, e dal fatto che la seconda parte del manuale fu anche pubblicata a Stoccarda nel 1701 in una traduzione tedesca che servì da modello per alcune parti del testo di Johann Baptist Samber Manuductio ad organum (Salisburgo, 1704), del Praecepta der musicalischen Composition (manoscritto, Weimar, 1708) di Johann Gottfried Walther e del Vollkommene Capellmeister (Hamburg, 1739) di Johann Mattheson. 

Tuttavia, negli ultimi anni rivolse la sua attenzione in particolare alla musica vocale: infatti pubblicò due raccolte di cantate ed una di madrigali a 5 voci, oltre a un'altra opera strumentale da camera.

Nel 1677, rappresentò al Teatro di Corte a Modena l'opera "I primi voli dell'aquila austriaca del soglio imperiale alla gloria", su libretto di V. Carli.

## Opere pubblicate
- op.1 Primi Frutti del Giardino Musicale à due violini e basso (Venezia, 1666)
- op.2 Sonate da camera, e da ballo à 1, 2, 3, e 4 (Venezia, 1667)
- op.3 Varii fiori del giardino musicale, overo Sonate da camera … aggiunta d'alcuni canoni, per 2-4 strumenti (Bologna, 1669)
- op.4 Arie, correnti, sarabande, gighe, & allemande per violino e violone (violoncello) o spinetta (Bologna, 1671)
- op.5 5 Sinfonia, allemande, correnti, e sarabande à 5–6 stromenti, aggiunta d'una sinfonia a quattro, che si può suonare ancora al contrario (Bologna, 1671)
- op.6 Sonate da chiesa à due violini (Venezia, 1673)
- op.7 Ariette, correnti, gighe, allemande, e sarabande,  per 1–4 strumenti e basso continuo (Bologna, 1673)
- op.8 Musico prattico che brevemente dimostra il modo di giungere alla perfetta cognizione di tutte quelle cose, che concorrono alla composizione de i canti, e di ciò ch'all'arte del contrapunto si ricerca, (Bologna, 1673)
- op.9 Trattenimenti musicali à tre & à quattro stromenti (Bologna, 1675)
- op.10 Cantate per camera a voce sola, libro primo, per una voce (soprano o basso) e basso continuo (Bologna, 1677)
- op. 11 Madrigali a 5 voci, libro primo (Bologna, 1678)
- op.12 Arie e Correnti à tre, due violini e violone (Bologna, 1678)
- op.13 Cantate per camera a voce sola, libro secondo, per una voce (soprano o contralto o basso) e basso continuo  (Bologna, 1678)[1]